# Brachiaria lachnantha
Brachiaria lachnantha là một loài thực vật có hoa trong họ Hòa thảo. Loài này được (Hochst.) Stapf mô tả khoa học đầu tiên năm 1919.